# Ibra
Ibra (arabsky ابراء‎) je město v Ománu, správní středisko guvernorátu Severní aš-Šarkíja. Od hlavního města, Maskatu, je vzdálen 140 km. Počet obyvatel byl při sčítání lidu v roce 2003 24 619 lidí  , v současnosti je odhadován na 35 000. Ibra je jedním z nejstarších ománských měst, v jisté době dokonce byla centrem obchodu, náboženství, vzdělání a umění. Město nabylo na významu díky své poloze.